# Arthur C. Cope
Arthur C. Cope (27 de junio de 1909 - 4 de junio de 1966) fue un químico orgánico estadounidense y miembro de la Academia Nacional de Ciencias de los Estados Unidos. Se le atribuye el desarrollo de varias reacciones químicas importantes que llevan su nombre, incluida la eliminación de Cope y el reordenamiento de Cope.
Cope nació el 27 de junio de 1909 en Dunreith, Indiana. Se licenció en química por la Universidad Butler de Indianápolis en 1929 y se doctoró en 1932 por la Universidad de Wisconsin-Madison. Continuó sus investigaciones en la Universidad de Harvard en 1933 como becario del Consejo Nacional de Investigación. En 1934 se incorporó al cuerpo docente del Bryn Mawr College. Allí, sus investigaciones incluyeron las primeras síntesis de varios barbitúricos, incluido el delvinil sódico. En Bryn Mawr, Cope también desarrolló una reacción que implicaba el reordenamiento térmico de un grupo alilo y que acabó conociéndose como el reordenamiento de Cope.
En 1941, Cope se mudó a la Universidad de Columbia, donde trabajó en proyectos asociados con el efecto de la guerra, incluidos agentes de guerra química, medicamentos contra la malaria y tratamientos para el envenenamiento por gas mostaza. En 1945, se trasladó al Instituto Tecnológico de Massachusetts para convertirse en jefe del Departamento de Química.

## Premios y distinciones
- 1944 Premio de la Sociedad Química Estadounidense en Química Pura[1]
- 1945 Elegido miembro de la Academia Estadounidense de Artes y Ciencias[2]
- 1947 Elegido miembro de la Academia Nacional de Ciencias .
- 1961 Elegido miembro de la Sociedad Filosófica Estadounidense[3]

Hoy en día, la Sociedad Química Estadounidense otorga anualmente el premio Arthur C. Cope, en honor a su memoria, al químico orgánico más destacado.

## Literatura
- Roberts, John D. & Sheehan, John C. (1991). «Arthur Clay Cope». Biographical Memoirs of the National Academy of Sciences 60: 17-27.